# Flughafen Plymouth

i7
i11
i13
Der Flughafen Plymouth (IATA: PLH, ICAO: EGHD; engl.: Plymouth City Airport) war ein Regionalflughafen in Plymouth im Südwesten Englands.

## Geschichte
Die Geschichte der Luftfahrt in Plymouth reicht bis 1923. Damals wurden erstmals Passagiere – die in einen Postflug zugestiegen waren – in der Region transportiert. Dieser erste und erfolgreiche Flug warf die Frage nach einem permanenten Flugplatz auf. Schließlich wurde der Flughafen Plymouth im Juli 1931 durch den Prince of Wales eröffnet. Der Flughafen gehört heute der Sutton Harbour Holdings, in deren Besitz sich auch Air Southwest befindet. 
Im August 2009 wurde die kürzere der beiden Start- und Landebahnen dauerhaft geschlossen. Es ist geplant, Teile ihrer Nutzfläche neu mit Geschäfts- und Wohnhäusern zu bebauen.
Im Februar 2011 wurde die bisher meistfrequentierte Route nach Passagierzahlen nach Gatwick bei London aus wirtschaftlichen Gründen eingestellt. Am 23. Dezember 2011 wurde der Betrieb schließlich vollständig eingestellt und der Flughafen geschlossen.

## Lage und Verkehrsanbindung
Der Flughafen liegt etwa 3 km nördlich des Stadtzentrums von Plymouth im Stadtteil Derriford und verfügt ausschließlich über eine Straßenanbindung. Auf dem Flughafengelände selbst halten keine Busse, es gibt jedoch Haltestellen der Linien 28 und 29 (Plymouth Citybus) sowie 83 und 84 (First) wenige Gehminuten entfernt.

## Fluggesellschaften und Ziele
Der Flughafen verfügte zuletzt über keine Linienverbindungen mehr. Air Southwest führte zuletzt Flüge nach Aberdeen, Bristol, Glasgow, Guernsey, Jersey, Leeds und Manchester durch, verlagerte diese aber zum 28. Juli 2011 zum Flughafen Newquay Cornwall.